# Дискриминация русских на постсоветском пространстве
Дискриминация русских на постсоветском пространстве — дискриминация этнических русских на территориях государств, образовавшихся после распада СССР.
После распада СССР в 1991 году и образования независимых государств 25 млн этнических русских оказались за пределами Российской Федерации, что намного больше, чем вся эмиграция из России за рубеж в период с 1881 по 1993 год. Среди основных механизмов давления на русских называются разного рода ограничения в гражданских и политических правах, сужение сферы употребления русского языка, вытеснение русских из сферы управления, интеллектуального труда, частного бизнеса.
В середине 1990-х годов был проведён опрос русских в Кыргызстане, Молдове и Литве с целью «проанализировать общественное мнение русских нового зарубежья об их собственных проблемах, роли России в их разрешении, о своём месте в постсоветском этнополитическом пространстве». Согласно этому исследованию, большинство русских в странах ближнего зарубежья придерживаются мнения, что их положение резко изменилось в худшую сторону после распада СССР. По их мнению, дискриминация русских происходила в политической, социально-экономической и культурно-языковой сферах. Так, значительная часть опрошенных (от 24 % в Кыргызстане до 75 % в Молдове) полагала, что введение закона о госязыке затруднило поступление в вузы для русских. Несколько меньше опрошенных считали, что это способствовало негативным явлениям и в трудовой сфере (увеличило вероятность увольнения, затруднило повышение по службе и устройство на работу). При этом около 50 % опрошенных прогнозировали для себя затруднения в карьере из-за своей национальности. Испытывая дискриминацию, подавляющее большинство русских придерживалось мнения о необходимости мер по защите своих интересов и прав. При этом они полагали, что в роли защитников должны выступить власти государств их проживания, а также власти России.
По утверждению политолога А. М. Жарова, русские в странах ближнего зарубежья подвергались явным или скрытым формам дискриминации при приёме на работу, предпринимательской деятельности, приобретении и продаже жилплощади, сохранении гражданства России. По мнению О. В. Ладыгиной, факты дискриминации русских на постсоветском пространстве «имеют место при приёме на работу, при получении образования, начислении пенсии, получении жилья». По мнению Жарова, дискриминация являлась одним из составляющих мощного давления, «выдавливающего» русских из стран ближнего зарубежья.
Ряд политологов полагают, что одна из целей внешней политики России по отношению к русской диаспоре на постсоветском пространстве — реагирование на имеющуюся дискриминацию русского населения в районах его нынешнего проживания и её недопущение в будущем.
Рядом политических и общественных деятелей высказывалось мнение о том, что на самом деле на постсоветском пространстве нет никакой дискриминации русского населения, и о том, что имеет место обратная тенденция, то есть ущемление прав коренных народов этих стран.

## Страны Балтии
В 2008 году Агентством Евросоюза по защите основных прав человека был проведён опрос в странах ЕС, согласно которому дискриминацию на «расовой» почве или в качестве иммигранта в Эстонии ощущали 59 % русских, в Латвии — 25 %, в Литве — 12 %.
Как пример дискриминации русских в в странах Балтии рассматривается[кем?] постепенное сужение сферы применения русского языка. По мнению российских специалистов, хотя нежелающие интегрироваться в латвийскую языковую среду русские и русскоязычные составляют значительную[какую?] часть населения Латвии, они не могут обращаться на русском языке во властные структуры (в том числе в местах компактного проживания), ограничены в возможности получения образования на русском языке, лишены права получать на нём официальную информацию. Однако в Эстонии представители русскоязычного меньшинства могут обращаться на русском языке во властные структуры и получать всю необходимую официальную информацию.
По мнению историка В. А. Шнирельмана, в Латвии и Эстонии имеет место политическая дискриминация русских, «большинство которых не получили гражданства этих стран и были исключены из политического процесса».
К 2014 году русские признали себя национальным меньшинством в странах Балтии, в связи с чем шёл процесс формирования диаспоры, с созданием своих печатных органов (газет и журналов), политических партий, с активным участием в митингах и демонстрациях в защиту своих интересов. Появились также общественные организации социальной поддержки русского населения. Несмотря на эти меры, дискриминация, по утверждению российского политолога Сергея Маркова, «чётко спланирована и идет на законном основании».
По мнению израильского историка Яцека Завалкова, в свете активного вмешательства России в события 2014 года на Украине, дискриминация русских в странах Балтии оказала положительное влияние на уровень государственной безопасности этих стран. Снижение политического веса русскоязычного населения, приравнивание действий советских войск (включая советскую оккупацию Прибалтики) к действиям вермахта и СС, отказ от «героического советского прошлого» (в том числе разрушение и перенос части памятников советским солдатам) привели к общей социальной и политической маргинализации возможной «пятой колонны» России в этих странах.

### Эстония
В Эстонии запрет на дискриминацию установлен Конституцией. Наряду с этим, запрещение дискриминации в более конкретной форме урегулировано Законом о гендерном равноправии и Законом о равном обращении. Запрещение дискриминации предусмотрено ещё несколькими законами, например, Законом о трудовом договоре, Законом о публичной службе, Пенитенциарным кодексом.
В 2023 году, из проживающих в Эстонии людей русской национальности как «только русских» себя определяют лишь 28 %, тогда как 68 % идентифицируют себя как эстонских русских, русскоязычных эстонцев или как эстонцев, так и русских одновременно, свидетельствуют результаты опроса общественного мнения.
Бывший президент Эстонии Леннарт Мери в своей беседе с лордом Николасом Бетеллом заявил:

Советское владычество в Эстонии ничем не походило на британское правление в Индии в добрые старые времена, воспетые Киплингом. Русские представляли себя «нацией господ», они вели себя как СС, а не как обычные солдаты вермахта. Они не считали нормальным разговаривать с нами. (…) Сейчас российские лидеры обвиняют нас в нарушении прав человека русскоязычной общины. Но иногда я даже сожалею, что мы так хорошо с ними обращаемся. (…) Мы сумеем абсорбировать русских, но таким образом, чтобы наше государство не утратило жизнеспособности.
— Леннарт Мери
В 2008 году финский учёный Йохан Бекман заявил, что главная проблема Эстонии — «это апартеид, преступная дискриминация русских. Легализованная дискриминация русского населения − это де-факто та же этническая чистка. Физическое уничтожение людей сейчас организовать сложнее, потому их сначала уничтожают морально» В марте 2009 года Хельсинкский университет заявил, что Бекман выступает перед общественностью как частное лицо, не представляя позицию этого университета по истории Эстонии.
Эстонская писательница Реэт Куду, выступая 24 января 2011 года на встрече с читателями в Антверпене, назвала Эстонию «нацистским государством», заявив, что эта страна за одни сутки лишила проживающих в ней русских всех прав, паспортов и работы. На встрече присутствовал почётный консул Эстонии.
В то же время, директор центра по правам человека Таллинской школы права профессор Евгений Цыбуленко заявил:

На институционном уровне в Эстонии в настоящий момент нет дискриминации. Что касается бытовой дискриминации, то в определённой степени она существует в любом государстве. Согласно социологическим исследованиям, в любой стране мира около 20 % населения является, в большей или меньшей степени, ксенофобами. Вероятно, Эстония не является исключением из этого правила. Однако, в случае бытовой дискриминации все жители Эстонии имеют равные права на судебную (и другую юридическую) защиту. При этом, в Европейском суде по правам человека не было ни одного дела от Эстонии относительно дискриминации … Видимо, разговоров о дискриминации в Эстонии гораздо больше, чем реальных фактов.
— Евгений Цыбуленко
«В Заключительных замечаниях Комитета ООН по правам человека от 4 августа 2010 г. (CCPR/C/EST/CO/3) о выполнении Эстонией Международного пакта о гражданских и политических правах высказывается озабоченность в связи с тем, что требования в отношении знания эстонского языка по-прежнему оказывают негативное воздействие на трудоустройство и доходы членов русскоязычного меньшинства, в том числе в частном секторе».
23 марта 2011 года правозащитники из Европейской сети по борьбе с расизмом (ENAR) отметили, что:

Уже на протяжении многих лет остаётся нерешенной проблема массового безгражданства, непропорциональных и часто необоснованных требований к знанию эстонского языка и связанной с этим практикой. В результате продолжающейся дискриминационной практики на рынке труда среди неэстонцев по-прежнему остаётся более высоким уровень безработицы при более низком уровне доходов и социальных благ.
— Европейская сеть по борьбе с расизмом
По данным опроса 2015 года, жители Эстонии замечают дискриминацию гораздо реже, чем жители ЕС в среднем. В Эстонии 41 процент респондентов считает дискриминацию по национальному признаку распространенной, а три процента — несуществующей.
В 2023 году Управление Верховного комиссара ООН по правам человека, указало на «дискриминационные меры» в законе Эстонии о реформе русских школ. Отмена обучения на языках меньшинств в дошкольных учреждениях и школах «противоречит международным документам по правам человека», заявили в ООН.

### Латвия
Государственная дума РФ неоднократно делала заявления о дискриминационной политике латвийских властей в отношении русского населения. Так, 19 ноября 1999 года Госдума приняла заявление «В связи с принятием Сеймом Латвийской Республики 8 июля 1999 года Закона Латвийской Республики „О государственном языке“», в котором, в частности, говорилось, что Госдума выражает озабоченность в связи с дискриминацией русского народа в Латвии, в том числе в связи с признанием латышского языка единственным государственным языком на территории Латвии и приданием русскому языку статуса иностранного. Также в заявлении говорилось, что Госдума категорически отвергает возведённую в Латвии в ранг государственной политики так называемую «доктрину вины» России и русского народа за сложную историю становления латвийского государства, формирования латышской культуры и латышского языка и заявляет, что эта доктрина перечеркивает историю более чем двухвекового совместного проживания русского и латышского народов в едином государстве и создаёт совершенно новую международно-правовую ситуацию. По мнению Госдумы, использование этой «доктрины вины» в качестве инструмента для дискриминации русского народа по этническому признаку и языковой принадлежности создаёт угрозу миру между русским и латышским народами, их гармоничному сосуществованию на территории Латвии и привело к ситуации, развитие которой может угрожать поддержанию международного мира и безопасности.
В 2009 году сообщалось о выходе доклада «О дискриминации и сегрегации русских в Латвии», подготовленного доктором экономики А. Гапоненко и доктором истории В. И. Гущиным. Согласно этому докладу, латвийские власти проводят политику жёсткой сегрегации и открытой дискриминации русского населения Латвии. По словам директора Московского бюро по правам человека А. С. Брода, в Латвии этот доклад замалчивают.
По оценке профессора института TARKI Э. Шика результатов первого этапа проекта Еврокомиссии «ENRI-East», среди всех национальных общин стран Центральной и Восточной Европы русские в Латвии, наряду с белорусами в Литве, испытывают чувство дискриминации в наибольшей степени. Омбудсмен Юрис Янсонс считает, что различие в объёме прав латвийских граждан и неграждан не может считаться дискриминационным. По его мнению, выбор гражданства конкретной страны — вопрос свободы выбора индивида, его нельзя навязать. С другой стороны, в 2019 году Министр культуры Латвии Даце Мелбарде отвергла претензии в отношении латвийских властей касаемо дискриминации нацменьшинств, сославшись на исследование «Участие нацменьшинств в демократических процессах Латвии», по которому представители нацменьшинств в Латвии чувствуют себя хорошо и их государственная сопричастность возрастает, а их мнение о возможностях развивать свой язык и культуру в Латвии улучшилось.
Скандальным стало включение в школьную программу Латвии по литературе (12-й класс латвийских школ) романа Гунарса Яновскиса «Сола» (латыш. Sola) 1963 года, посвящённого жизни эстонских и латышских добровольцев СС, отсидевших в советских тюрьмах за сотрудничество с гитлеровцами. В одном из эпизодов романа, на эстонском острове эстонец Юхан говорит латышу Артуру, что встречал эстонского пионера и дал ему некое наставление о том, как относиться к русским.

Но тогда, в разговоре с мальчиком, мне это даже в голову не пришло. Да, и вот, что я ещё сказал: если ты встречаешь русского, то разговаривай с ним так, будто ты стоишь в окне на втором этаже, а он во дворе по колено в грязи и дерьме, потому что настолько велика разница между русским и эстонцем. Будь вежлив и по-ледяному любезен, иногда даже улыбайся. Не давай по морде, а смотри на него свысока и увидишь, как он тебя боится. Так боится собака, когда слышит нотки малейшей резкости в голосе хозяина, и русский со своей узкой душонкой по-прежнему не кто иной, как избитый кнутами татар раб, каким он был на протяжении сотен лет, только теперь за нагайку, перекинутую через его горбатую спину, дергает монгол в чекистской форме.
Оригинальный текст (латыш.)Bet toreiz, ar puiku runājot, man tas laikam neiekrita prātā. Jā, un vēl ko es teicu: ja tu satiecies ar krievu, tad runā ar viņu tā, it kā tu 1 stāvētu otrā stāva logā un viņš apakšā pagalmā līdz ceļiem mēslos un dubļos, jo tik liela starpība ir starp igauni un krievu. Esi pieklājīgs un ledaini laipns, reizēm pat uzsmaidi. Negāz pa purnu, bet skaties uz viņu no augšas, un tu redzēsi, kā viņš tevis bīsies. Tā suns bīstas vismazākā skarbuma nokrāsas sava saimnieka balsī, un krievs savā šaurajā dvēselītē vēl šodien nav nekas cits kā tatāru pātagotais vergs, kāds viņš ir bijis gadu simteņiem, tikai pipku pār viņa kūkumā saliekto muguru šodien dancina mongolis čekista uniformā.

Родители русских учеников выразили своё возмущение тем, что подобные тексты, разжигающие ненависть к представителям иных национальностей, включены в список художественной литературы, рекомендуемой для изучения в школах. Однако представители Центра содержания образования заявили, что школы сами решают, говорить с детьми на тему такого романа или нет, а если и говорить, то какие вопросы поднимать. В защиту романа выступила также преподавательница Иева Грахольска, которая заявила, что роман относится к золотому фонду латышской литературы и что читать его надо в полном объёме, не выдёргивая отдельные фрагменты из контекста.

### Литва
В Литве некоторую долю населения составляют русские (5 %) и поляки (6,5 %). По состоянию на 2012 год Литва не ратифицировала Европейскую хартию региональных языков или языков меньшинств. Латвийский активист, соавтор доктрины «Русского мира» Александр Гапоненко считает, что власти страны последовательно отказываются принять закон о школах национальных меньшинств. Прежний закон о национальных меньшинствах уже утратил силу, а принятие новой редакции этого закона продолжает затягиваться.
Представительство национальных меньшинств в структурах власти всех уровней крайне мало и не отображает их удельной доли в национальной структуре жителей страны. Из 51 члена Вильнюсского самоуправления только 12 членов являются нелитовцами, хотя в самом Вильнюсе они составляют почти половину населения. Однако, даже такая доля нелитовцев в местном самоуправлении столицы страны вызвала крайне негативную реакцию ряда руководителей страны, литовских общественных и политических деятелей.
В школах национальных меньшинств сокращены программы по родному языку и литературе. Школьные библиотечные фонды на протяжении длительного времени комплектуют в основном учебниками на литовском языке. Все чаще на работу принимаются учителя-литовцы, преподающие свои предметы на литовском языке. Также в Литве невозможно получение высшего образования на русском языке.
Однако, согласно опросу, жители Литвы считают, что дискриминация по тому или иному признаку в стране мало распространена. По данным опроса, 65 % жителей Литвы сказали, что дискриминация по национальному признаку в стране явление редкое, 11 % сказали, что такая дискриминация вовсе отсутствует. Лишь 15 % заявили о наличии дискриминации в стране. Это самый низкий показатель во всем Европейском Союзе.

## Украина
23 октября 1998 года Госдума России приняла заявление «В связи с закреплением в Конституции Автономной Республики Крым украинского языка как единственного государственного языка на территории Автономной Республики Крым», в котором говорилось, что Госдума расценивает закрепление украинского языка как единственного государственного языка на территории Крыма как решение Украиной внутренних геополитических проблем за счёт жёсткой дискриминации русского народа Крыма. В этом заявлении было отмечено, что русские составляют подавляющее большинство населения Крыма. Согласно тексту принятой Конституции АРК, наряду с государственным языком были предусмотрены «функционирование и развитие, использование и защита русского, крымскотатарского, а также языков других национальностей».
В 2009 году историк В. Г. Городяненко писал, что на Украине имеет место дискриминация русских в области образования и культурного развития, а также в праве на имя. По мнению Городяненко, такая ситуация объяснялась тем, что в официальной политике Украины на тот момент антироссийская линия являлась основополагающей. Однако вице-президент Национального фонда демократии Надя Дюк сообщила, что «ни разу не наблюдала каких-либо случаев дискриминации русских в Украине» и что не видит фактических оснований под заявлениями России.
Александр Нойнец, основатель интернет-издания «Пётр и Мазепа»:

Мне кажется, что интересы русских угнетаются в России, в первую очередь. В Украине они не очень учитываются, но там ничьи особенно не учитываются, поэтому я не вижу здесь глобальной проблемы. Это не то, что кричать, что здесь ущемляют конкретно русских. Нет, здесь просто довольно глуповатое правительство.
— Александр Нойнец
С лета 2014 года Следственный комитет Российской Федерации, в лице Александра Дрыманова, возбуждал уголовные дела по фактам дискриминации русского населения во время войны на востоке Украины, а в 2016 году СКР РФ, по сообщению представителя СКР Владимира Маркина, возбудил новые дела о «геноциде русскоязычных жителей Донбасса».

## Туркменистан
В ноябре 2004 года 36 стран (в том числе государства Евросоюза, США, Австралия, Япония) внесли на рассмотрение Третьего комитета Генассамблеи ООН проект резолюции о положении в области прав человека в Туркменистане. В этом проекте резолюции, в частности, говорилось, что правительством Туркменистана продолжается дискриминация этнических русских. Россия при голосовании воздержалась.
В докладе Генерального секретаря ООН от 3 октября 2006 года отмечалось, что в результате, в частности, проводимой Туркменистаном политики «туркменизации» имеет место дискриминационное отношение и практика, затрагивающие в том числе и русских.

## Казахстан
По данным Центра исследований русских меньшинств в странах ближнего зарубежья, из опрошенных русских Казахстана связали дискриминацию по национальному признаку с ограничениями в приеме на работу — 24 %, с продвижением по службе — 21 %. В первую очередь это — работники госбюджетной сферы и различных административных структур. Дискриминация имеется также и в представительных органах власти. Так, например, при равной численности русских и казахских избирателей (40 и 41 % соответственно), их представительство в мажилисе сильно отличается. Казахи имеют 60 % депутатских мандатов, русские — 27,8 %.
Межнациональные отношения в Казахстане ярко выражены в противостоянии русскоязычного севера и казахского юга республики.
В настоящее время по результатам опросов более важными для русских казахстанцев являются: защита прав человека (70 %) и участие русского населения в госуправлении (35 %).

## Дискриминация русского населения в России
В конце 1980-х — начале 1990-х годов в России возник так называемый «бум этничности», который ознаменовался всплеском ксенофобских настроений и национализма среди представителей «титульных» групп по отношению к русским, что вылилось в ряде республик Северного Кавказа, в Туве, Горном Алтае, Башкортостане, Татарстане и других в дискриминацию «нетитульного», преимущественно русского населения, и отток его в другие регионы.
Наиболее заметным проявлением подобного национализма стала дискриминация при кадровых назначениях в национальных республиках в составе России. Практически везде в этих регионах верхний слой назначенцев составляют исключительно представители титульной нации.
По оценке сотрудников Московского бюро по правам человека, российским регионом с наиболее развитой русофобией является Северный Кавказ и, прежде всего, Чечня. В 1991—1993 годах произошло массированное «выдавливание» русскоязычного населения из Чечни, сопровождавшееся актами насилия. По сведениям газеты «Известия», в результате этнических чисток в Чечне в 1991—1994 годах погибли 20 тысяч человек и 250 тысяч покинули республику. В 2005 году инициативная группа бывших русских жителей Грозного направила президенту России открытое письмо с требованием официально признать факт массовых этнических чисток в Чечне в период с 1991 по 1994 год. Авторы обращения называли режим Дудаева фашистским и обвинили российские власти в попытке скрыть факт геноцида.

## Дискриминация русских до распада СССР

### Дискриминация русских в годы мировых войн
Дискриминация русских происходила не только на постсоветском пространстве, так в годы мировых войн отмечались факты дискриминации русских в европейских странах, к примеру, в Первую мировую войну дискриминация выражалась в создании концентрационных лагерей для русских солдат, таких как австро-венгерский Талергоф, этой же цели служили многие концентрационные лагеря Третьего рейха во Вторую мировую войну, эксплуатация немцами русских невольников-остарбайтеров и иные действия нацистов по отношению к русским, в том числе осуществляемые в рамках плана Ост на оккупируемых территориях. Историк Борис Ковалёв указывал на многочисленные факты дискриминации русских немцами в своей книге «Повседневная жизнь населения России в период нацистской оккупации».
Прибалтийские русские, насильно мобилизованные в созданные на территории Прибалтики легионы СС, не подлежали амнистии от 13 апреля 1946 года, согласно которой служившие вермахту латыши, эстонцы и литовцы были возвращены на родину уже в течение 1946 года.
Советник председателя Государственной Думы, доктор политических наук Александр Щипков отождествляет дискриминацию русских, шедшую на протяжении XX века, с геноцидом и называет её «Плахой» по аналогии с термином «Холокост», выделяя три этапа: преследования русских и русинов в Первую мировую войну австро-венгерскими властями; истребление русских нацистами во время Великой Отечественной войны; преследования русских и симпатизирующих России людей на Украине после 2014 года.

## Отношение к проблеме в Евросоюзе и Совете Европы
Евросоюз работает над проблемой дискриминации русских в Прибалтике. По словам премьер-министра Люксембурга Жан-Клод Юнкера: 

По вопросу положения русского меньшинства в странах Балтии в Евросоюзе — есть определённые нюансы на то, как мы смотрим на этот вопрос.
Активисты (например «Русский союз Латвии») указывают на бездействие со стороны Евросоюза.